# Dictyocalyx gracilis
Dictyocalyx gracilis är en svampdjursart som beskrevs av Schulze 1886. Dictyocalyx gracilis ingår i släktet Dictyocalyx och familjen Euplectellidae. Inga underarter finns listade i Catalogue of Life.